# Abschlagmesser
Ein Abschlagmesser ist eine Schneidvorrichtung, die in einer Papiermaschine die laufenden Papierbahnen durchtrennt.
Auf der gesamten Maschinenbreite ist ober- oder unterhalb der Papierbahn das Anschlagmesser montiert. Zur Betätigung kann der Impuls für den Schneidvorgang je nach Bauart mechanisch oder pneumatisch ausgelöst werden. Das Messer fährt dann schlagartig aus und trennt die Papierbahn über die gesamte Breite.